# Постинфекционный кашель
Кашель постинфекционный  — кашель[какой?][продуктивный, непродуктивный, характер?] или его эквиваленты в виде чувства саднения, першения или щекотания (покашливания) в области трахеи и бронхов, длящееся более трёх недель после исчезновения основных симптомов острой инфекции дыхательных путей. Неприятные ощущения в дыхательных путях длятся порой до 1,5 месяцев. По разным данным частота неприятных ощущений в дыхательных путях после перенесенной инфекции достигает 25—50 %.
Постинфекционный кашель является подострым и длится не более 9 недель. Рентгеновские снимки грудной клетки показывают нормальные результаты, исключая возможную пневмонию, а кашель в конечном итоге обычно проходит сам по себе.

## Причины возникновения
- Повреждение эпителия дыхательных путей, вызванное вирусами или бактериями, связанное прежде всего с нарушением секреторной функции эпителия бронхов и нарушением выделения бронхиального секрета (изменение количества, вязкости, состава).
- Нарушение эвакуационной функции эпителия.
- Повреждение иммунными комплексами и тканевыми макрофагами, ответственными за удаление инфекционного агента, вызвавшего заболевание.
- Повышение порога чувствительности кашлевых рецепторов, реагирующих на незначительное раздражение холодным воздухом, бронхиальным секретом, пылью и т. д.